# Casorate Primo
Casorate Primo é uma comuna italiana da região da Lombardia, província de Pavia, com cerca de 7.003 habitantes. Estende-se por uma área de 9 km², tendo uma densidade populacional de 778 hab/km². Faz fronteira com Besate (MI), Bubbiano (MI), Calvignasco (MI), Morimondo (MI), Motta Visconti (MI), Trovo, Vernate (MI).

## Demografia
| Variação demográfica do município entre 1861 e 2011                               |
|                                                                                   |
| Fonte: Istituto Nazionale di Statistica (ISTAT) - Elaboração gráfica da Wikipedia |